# Конституция на България
Конституцията на България е върховният и основен закон на България.
Действащата в България конституция е от 1991 г. Тя е приета от 7-то Велико народно събрание на 12 юли 1991 г. и е обнародвана на 13 юли 1991 г., когато влиза в сила. Според нея единствено Велико народно събрание може да приема нова конституция. Действащата обаче може да бъде променяна и от обикновено народно събрание с мнозинство от 3/4 от всички народни представители. Всички закони, актове и укази на Народното събрание, президента и Министерския съвет трябва да отговарят на конституцията. За съответствието на законите и указите се произнася Конституционния съд на България при отправено питане до него.
Хронологично, това е четвъртата конституция на България. Първата е Търновската, която е приета през 1879 г. Тя е отменена от Димитровската, действала в периода 1947 до 1971 г., която от своя страна е отменена от Живковата Конституция, влязла в сила през 1971 г. и действала до 1991 г.

## Историческо развитие

### Търновска конституция
„Конституция на Българското княжество“ от 16 април 1879 г. е първата българска конституция. Характерът ѝ е либерален за времето си. Посредством няколко изменения е засилена монархическата власт.

### Димитровска конституция
„Конституция на Народна република България“ – приета през 1947 г. и действа до 1971 г.

### Социалистическа (Живкова) конституция
„Конституция на Народна република България“ (загл. изм. „Конституция на Република България“) – приета през 1971 г.

## Конституцията на Република България от 1991
„Конституция на Народна република България“ от 1971 г. е заменена от „Конституция на Република България“, приета юли 1991 г. Конституцията на Република България е основният закон на страната. Приета е на 12 юли 1991 г. от VII велико народно събрание.
Настоящата Конституция е променяна до този момент 6 пъти - 2003, 2005, 2006, 2007, 2015 и 2023 г. , като повечето от измененията са в частта за съдебната власт.

### Предложения за промени в Конституцията от 2020 г.
През 2020 г. тогавашният премиер Бойко Борисов анонсира, че ръководената от него партия ГЕРБ ще предложи промени в Конституцията, като целта е да бъде свикано Велико народно събрание, което да дискутира измененията. В проекта се предлага намаляване на броя на депутатите от 240 на 120 депутати, а вместо Висш съдебен съвет да има само Съдебен съвет на съдиите и Съдебен съвет на прокурорите, които да решават отделно един от друг кадровите въпроси, свързани съответно със съдиите и с прокурорите и следователите. Ограничават се също правомощията на Министъра на правосъдието спрямо съдебната власт само до това да предлага проекти на бюджети и да управлява недвижимите имоти на съдебната власт. Предлага се гражданите да могат да сезират Конституционния съд - т.нар. "индивидуална конституционна жалба".  Проектът е внесен през август 2020 г. До разглеждането и гласуването му обаче не се стига. 

### Предложения за промени в Конституцията от 2023 г.
На 28 юли 2023 г. 166 народни представители от парламентарните групи на ПП-ДБ, ГЕРБ-СДС и опозиционната ДПС внасят общ проект за промени. Той предвижда Висшият съдебен съвет да бъде разделен съответно на Съвет на съдиите и Съвет на прокурорите, намаляване на правомощията на главния прокурор и обявяване на 24 май - Денят на българската просвета, култура и кирилица, за национален празник. Предвижда също така при формирането на служебен кабинет президентът да избира за служебен премиер между председателя на Народното събрание, гуверньора на БНБ или председателя на Върховния касационен съд. 
През септември 2023 г. група от общественици, сред които бившият Президент на България Росен Плевнелиев и бившият външен министър и настоящ председател на Атлантическия клуб в България Соломон Паси, излизат с отворено писмо, в което настояват в Конституцията изрично да бъде записано, че България е член на ЕС и НАТО.  В коментар на предложението, председателят на парламентарната Комисия за промени в Конституцията Радомир Чолаков (ГЕРБ-СДС) посочва, че независимо колко е уместна една идея, коментирането на предложения, които са извън обсега на внесените промени, би разфокусирало дебата. 
В същото време, депутатът от ДПС Делян Пеевски коментира, че Движението за права и свободи подкрепя тази идея и ще бъде "за" това предложение да се запише между първо и второ четене в пленарна зала на измененията в Конституцията. Той допълва също така, че между първо и второ четене ДПС ще предложи мандатът на главния прокурор да се ограничи от настоящите 7 години на 5, като съответното лице да има право да заема тази длъжност не повече от един мандат.
На 6 октомври 2023 г. проектът за промени в Конституцията е подложен на гласуване в Народното събрание. След дебати, продължили повече от 7 часа, той събира подкрепата на 161 нapoдни пpeдcтaвитeли - само с един глас над необходимия минимум. „Πpoтив“ са 57 дeпyтaти, „въздържали се“ няма. Тъй като не получава нужните три четвърти от гласовете, но събира над две трети, председателят на НС Росен Желязков обявява, че проектът мoжe дa бъдe пpeдлoжeн зa втopo четене нe пo-paнo oт 2 мeceцa и нe пo-ĸъcнo oт 5 мeceцa. 
На 16 дeкември 2023 г. Конституционната комисия приема предложенията за промени на второ четене. Висшият съдебен съвет се разделя на две, но ще има и общи заседания. Мандатът на главния прокурор става пет години, а на председателите на ВКС и на ВАС – седем. И тримата няма да имат право на повторен мандат. Предложението за промяна на датата на националния празник от 3 март на 24 май отпада. Променя се предложението за възможност за двойно гражданство на депутати и министри с условия за уседналост - последните 18 месеца. Приема се списък с длъжности, от които президентът може да избира за служебен премиер. Прието е, че вече парламентът ще заседава без прекъсване. До клетва на нови народни представители той няма да се разпуска от президента. Отпускат се максимални срокове до провеждане на нови избори за членове на ВСС и на Висшия прокурорски съвет. Текстовете за промени се изпращат за гласуване в Народното събрание. 